# フレーム (ネットワーク)
フレーム（英語: frame）とは、コンピュータネットワークや電気通信におけるデジタルデータ伝送の構成単位のことである。パケット交換システムでは、フレームは1つのパケットのための単純なコンテナである。他の通信システムでは、フレームは時分割多重化に対応する反復構造である。
通常、フレームには、受信側で受信したビットやシンボルの列からペイロードの開始と終了を検知するフレーム同期機能のためのデータが含まれている。フレーム送信中に受信側がシステムに接続された場合、受信側は新しいフレーム同期シーケンスを検出するまでデータを無視する。

## パケット交換
OSI参照モデルでは、データリンク層におけるprotocol data unit(PDU)をフレームと呼ぶ。フレームは、データが物理層を介して伝送される前の最後の層でカプセル化された結果である。フレームは、リンク層プロトコルの伝送単位であり、リンク層ヘッダとそれに続くパケットで構成される。フレームは、フレーム同期ビット、パケットペイロード、フレームチェックシーケンスで構成される一連のビットである。フレームと次のフレームの間にはフレーム間隔が置かれる。パケット交換のフレームには、イーサネットフレーム、Point-to-Point Protocol(PPP)フレーム、ファイバーチャネルフレーム、V.42モデムフレームなどがある。
多くの場合、複数の異なるサイズのフレームが入れ子構造になっている。例えば、非同期シリアル通信上でPPPを使用する場合、まず8ビットのバイトごとにスタートビットとストップビットでフレーム化され、それがヘッダとフッタでフレーム化され、さらにフレーム境界オクテットでフレーム化される。